# سیارک ۱۸۱۵۹
سیارک ۱۸۱۵۹ (به انگلیسی: 18159 Andrewcook، نامگذاری:2000PW10) هجده هزار و صد و پنجاه و نهمین سیارک کشف شده‌است که در ۱ اوت ۲۰۰۰ کشف شد.
قدر مطلق سیارک برابر ۱۸.۶ است.